# ميخائيل ر. هايدن
ميخائيل ر. هايدن هو عالم أعصاب وعالم وراثة كندي، ولد في 1951 في كيب تاون في جنوب أفريقيا.